# Obèlix
Obèlix (en l'original francès Obélix, en català Obèlix habitualment, però Obelix en les primeres edicions) és un picapedrer, especialitzat en menhirs i company inseparable d'Astèrix als còmics d'aquest personatge de René Goscinny i Albert Uderzo.
El personatge apareix el 1961 des del primer àlbum de la sèrie Astèrix el gal, tot i que hi té encara un paper secundari. El seu nom podria venir de la parella de signes tipogràfics l'asterisc (*) i l'obelisc (†) que serveixen per indicar un nota de peu de pàgina. Goscinny eix d'una nissaga d'impressors i, per tant, coneixia l'argot de l'ofici. Alternativament, podria venir de l'obelisc, monument egipci, qualsevol associació amb la paraula obès o gras, segons el mateix personatge, és totalment proscrita. Si no és prim, només és de constitució una mica forta.
Obèlix és un apassionat dels porcs senglars, li encanta sortir al bosc a caçar-los acompanyat del seu amic Astèrix. Si en algun moment no els ha trobat s'enrabia molt perquè malgrat el seu cos corpulent, té un caràcter molt infantil. Ha sentit una certa passió amorosa inconfessada per la senyora Edatdepèdrix i per Farbalà, així com per la dona obesa d'Alàmbix (el venedor de vi de l'Escut Avern). Nogensmenys, sempre és solter i sense compromís.
De petit, per accident, va caure dins la marmita en la qual Panoràmix sol coure la seva concocció màgica que dona la força superhumana, el que va fer-ne els efectes permanents. De llavors ençà mai no li'n deixen beure, el que Obèlix troba totalment injust. N'existeix una versió de caganer, operació per la qual va haver de deposar el seu menhir perpetu, com les dues accions no compaginen gaire.